# Luis Migueles
Luis Antonio Migueles (San Salvador, Entre Ríos, 1 de abril de 1965) conocido como Pantera, es un exatleta de Argentina que tiene la actual plusmarca argentina en 800 metros. Compitió durante 30 años en competiciones Nacionales e Internacionales, fue Olimpia de Plata desde 1984 a 1986 y plusmarquista argentino de 800 metros, representando al país en más de 25 torneos internacionales, entre los que podemos destacar: 
- Ganador del Orlando Guaita en 800 m - Chile - 1984/1985/1986/1987/1988/1990/1991
- Ganador de La Copa Milo en 800 m - Chile - 1984/1985/1986
- Ganador del Campeonato Checoslovaco en Praga de 800 m - 1987
- Ganador del Torneo Zapatilla de Oro de 800 m - Ostrava, Checoslovaquia - 1987
- Ganador del Meeting Pista Cubierta Braga, Portugal en 800 m - 1992
- Campeón Español de 800 m en Jerez - 1991
- Ganador del Torneo de Rieti, Italia en 800 m – 1994

Cabe destacar que toda su formación en dicha disciplina fue desarrollada en el club Ferro Carril Oeste del barrio porteño de Caballito, en el cual obtuvo compitiendo dichos títulos.
En la actualidad es asesor y coordinador de las más prestigiosas competencias que se realizan en el país, contando con el apoyo de las principales empresas relacionadas con el deporte.